# پرین (تگزاس)
پرین (به انگلیسی: Perrin) یک منطقهٔ مسکونی در ایالات متحده آمریکا است که در تگزاس واقع شده‌است. پرین ۴٫۱۶ کیلومتر مربع مساحت و ۳۹۸ نفر جمعیت دارد و ۳۳۰ متر بالاتر از سطح دریا واقع شده‌است.